# Idaea torrida
Idaea torrida là một loài bướm đêm trong họ Geometridae.